# Крымская Демократическая Республика
Кры́мская наро́дная (демократическая) респу́блика (крым. Qırım Halq Cumhuriyeti, Къырым Халкъ Джумхуриети, قريم خلق جمهوريتى‎) — государственное образование, претендовавшее на восстановление государственного суверенитета крымских татар на территории Крымского полуострова в ноябре 1917 года, как части национальной территории Крымскотатарского государства. Прекратило существование в январе 1918 года после поражения в вооружённом столкновении со сторонниками Советов.

## История

### После Февральской революции, Мусульманский исполнительный комитет и созыв Курултая
Февральская революция 1917 года, помимо прочего, привела к активизации и организационному оформлению национально-демократических движений национальных окраин России.
Мусисполком активно приступил к управлению внутренней жизнью крымских татар: готовились изменения в сфере образования, выпускались газеты, предпринимались шаги по созданию крымскотатарских воинских частей, устанавливались связи с другими национальными движениями на территории Российской империи.

### Формирование органов власти Крымской народной республики и конфронтация с большевиками
1-2 октября (14-15 по новому стилю) 1917 года на съезде представителей крымскотатарских организаций, созванном Мусисполкомом, было принято решение о том, что в сложившейся политической ситуации вопрос о дальнейшей судьбе Крыма должен решать Курултай крымских татар. 20 ноября (3 декабря) 1917 года был избран Совет народных представителей (его бойкотировали большевики), в котором крымские татары и украинцы получили по 3 места, русские 2 места. Курултай открылся 26 ноября (9 декабря) в Ханском дворце в Бахчисарае. Он взял на себя все полномочия Мусульманского исполкома, провозгласил воссоздание Крымской государственности по принципу народной республики/конституционной монархии, после чего объявил себя парламентом Крымского государства. Необходимо отметить, что новое образование имело весьма ограниченные военные силы, причём неизвестной устойчивости, и его власть над территорией Крыма носила по большей части сугубо декларативный характер.
Съезд избрал руководство Курултая. Председателем стал А. С. Айвазов, членами президиума — Дж. Аблаев и Абляким Ильмий, секретари — С. Таракчи и А. Боданинский.

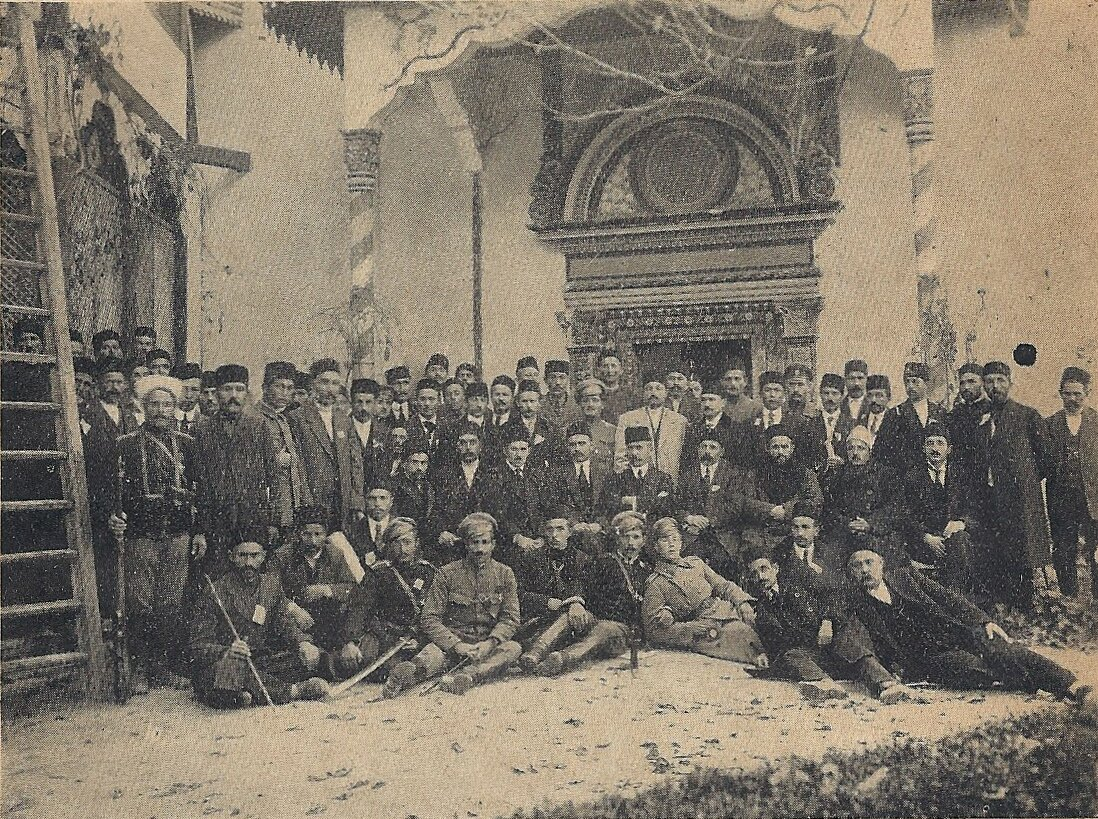
Участники Курултая 1917 года

Сорока голосами против двадцати был назначен Совет директоров (Директорию) — Национальное правительство. Председателем и директором юстиции был избран Н. Челебиджихан; директором внешних и военных дел был назначен Дж. Сейдамет, директором финансов и вакуфов — С.Дж. Хаттатов; директором по делам религии — А. Шукри; директором народного просвещения — А. Озенбашлы. Литовский татарин Леон Кричинский занимал должность главы канцелярии Директории.
Номан Челебиджихан возглавил правительство. 13 (26) декабря 1917 года Курултай одобрил «Крымскотатарские основные законы» и создание Крымской демократической республики. Руководить новой республикой стала Директория из пяти крымских татар.
Деятели Крымской народной республики
|                                  |                                |                             |                                |                                |                               |
| Сеитджелиль Хаттатов (1874-1938) | Номан Челебиджихан (1885-1918) | Джафер Сейдамет (1889-1960) | Сулейман Сулькевич (1865-1920) | Асан Сабри Айвазов (1878—1938) | Леон Кричинский (1887 — 1939) |

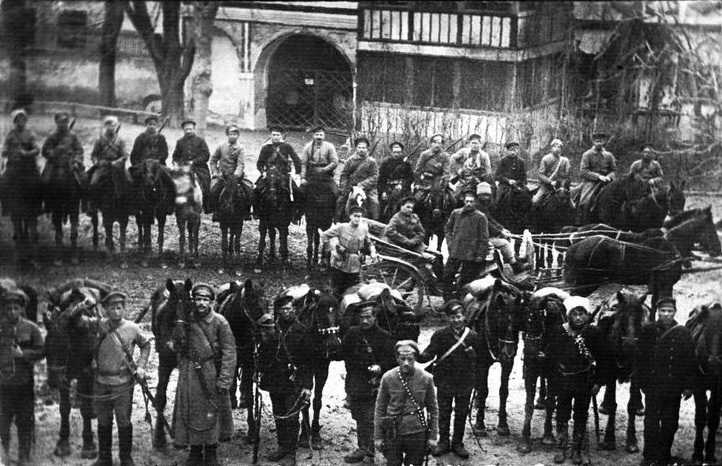
Вступление отряда Красной гвардии в Бахчисарай, январь 1918. Из фондов «Государственного центрального музея современной истории России». Часть кавалеристов в морских бушлатах, что указывает на основной состав Севастопольской красной гвардии.

Правительство Крыма опиралось на вооружённые силы «Крымского революционного штаба», образованного в ноябре 1917 года Мусисполкомом. Другие народы многонационального Крыма тоже изъявили желание к формированию крымских военных сил. С самого начала процесса создания татарских национальных частей в дружные отношения с симферопольским мусульманским солдатским комитетом вошел украинский Полк имени гетмана Дорошенко. От греков и русских поступило предложение формировать 3-й Крымский конный полк из уроженцев Крыма всех национальностей, кроме татар. Уже в январе 1918 года был создан дивизион этого полка. Добровольцы полка коней приводили с собой. В начале 1918 года были сформированы также греческий батальон, еврейский отряд, армянская и польская роты. В Крымских войсках служили также французские военные, а именно авиаторы под командованием полковника Монтеро.
Мусульманский корпус генерала М. А. Сулькевича так и не был переведён в Крым, до конца своего существования оставаясь на Румынском фронте в условиях полного провала армии, боёв с большевиками и румынской оккупации. После наступления австро-венгерской армии в марте 1918 года корпус был разоружён австрийцами возле Тирасполя. Сам Сулькевич с частью солдат корпуса, крымскими татарами, смог приехать в Крым только в апреле 1918 года, когда там уже обосновались части немецкой армии.

### Военное столкновение с силами Севастопольского совета и поражение
Пытаясь взять под свой контроль весь полуостров, 11 (24) января 1918 года правительство направило подчинённые ему войска на Севастополь, которые в ходе боёв 12 (25) — 13 (26) января с красными потерпели поражение. После этого, 14 (27) января при поддержке Севастопольского отряда красногвардейцев и моряков Черноморского флота татарские формирования были выбиты из Симферополя. Д. Сейдамет покинул Крым, Н. Челебиджихан был арестован и помещен в Севастопольскую тюрьму, а 23 февраля этого же года в Севастополе он был без суда убит матросами, а его тело было выброшено в Чёрное море.